# Cancer professionnel
Les cancers, toutes localisations confondues, représentent la première cause de mortalité en France derrière les maladies cardio-vasculaires.
Bien que les taux standardisés d’incidence et de mortalité liés au cancer tendent à se stabiliser, cette maladie reste un problème majeur de santé publique et de santé au travail.
En 2017, le nombre de nouveaux cas de cancer en France métropolitaine a été estimé à 400 000 : 214 000 chez les hommes et 186 000 chez les femmes. La part des cancers attribuable à des expositions professionnelles est estimée entre 4 et 8,5 %, ce qui représente en France entre 16 000 et 34 000 nouveaux cas par an,.

## Causes des cancers professionnels
Elles sont multiples et peuvent se cumuler à des causes extra-professionnelles : alimentation, mode de vie, tabac, exposition à d'autres cancérogènes non-professionnels et à certains perturbateurs endocriniens. 

Le temps de latence pour la survenue d’une tumeur après une exposition à un facteur de risque est presque toujours de plusieurs dizaines d’années, ce qui rend souvent difficile l’identification des causes.
Cette difficulté a entraîné en France l'émergence d'organismes interdisciplinaires, notamment les Groupements d'Intérêt Scientifique sur les Cancers d'Origine Professionnelle (GISCOP), regroupant des médecins et chercheurs hospitaliers, des professionnels de la médecine du travail et des spécialistes des sciences sociales. Le premier GISCOP a été créé en 2002 en Seine-Saint-Denis à partir de travaux menés en collaboration entre le Conseil Départemental d’Hygiène (CDH), l’université Paris-13 et le CHU Avicenne. Il s'est attaché à mettre en place une méthodologie reproductible de recherche-action basée sur une enquête permanente auprès des patients couplée à des enquêtes sur leurs cursus professionnels. Vers 2017, un deuxième GISCOP s'est constitué en Vaucluse autour de l'hôpital d'Avignon et regroupant de nombreux partenaires, dont l'EHESS. Il est parti d’une alerte sanitaire lancée par les médecins du service d’oncologie-hématologie qui ont noté une augmentation de l’incidence des cancers hématologiques et un rajeunissement des patients au diagnostic. 
Le rôle prédominant du tabac (et moindrement de l’alcool) notamment dans les cancers broncho-pulmonaires et ceux des voies aéro-digestives supérieures a longtemps masqué le rôle des cancérogènes professionnels tenus pour négligeables par la plupart des spécialistes jusqu’à ces dernières années. On estimait alors que les cancers professionnels ne représenteraient que quelques pourcents du total des tumeurs (2 et 8 %), et que les cancers environnementaux ne comptaient que pour moins de 1 %. En France un rapport admettait toutefois que seul un tiers des cancers avait une cause identifiable. Dans les deux tiers restant il pouvait y voir des cancers professionnels non-identifiés faute de traçabilité des expositions aux cancérogènes professionnels.  C’est ce que suggère une enquête faite par des médecins conseils de l'Assurance maladie sur des patients cancéreux, qui a permis de déclarer une maladie professionnelle dans 3 % des cas. Dans le même ordre d’idée la société française de pneumologie a établi un questionnaire pour rechercher une exposition professionnelle à un cancérogène chez les patients atteints de cancer bronchique.
L’émergence du mésothéliome et des cancers bronchiques provoqués par l’amiante a obligé les experts à réévaluer les risques à la hausse. 

Selon le rapport d’Ellen Imbernon de l'INVS (2007), 4 à 8,5 % des cancers auraient une origine professionnelle mais la question fait encore débat. Ce rapport propose une méthodologie de calcul pour évaluer la fraction attribuable à des expositions professionnelles pour certaines tumeurs pour lesquelles on disposait de données relativement fiables. Le nombre de cas calculés est très nettement supérieur au nombre de cas effectivement déclarés comme maladie professionnelle. À titre d’exemple le nombre annuel de cas incidents de cancer du poumon dû à une exposition à un cancérogène établi varierait dans une fourchette comprise entre 2713 et 6051 alors que 458 cancers du poumon, seulement, ont été reconnus en maladie professionnelle en 1999. Pour le mésothéliome, dont la relation quasi exclusive avec l’amiante est pourtant bien connue, seuls 297 cas ont été indemnisés en 1999 pour plus de 550 cas estimés comme attribuables à l’amiante.

## Métiers à risques
Des maladies spécifiques sont depuis l'antiquité connues pour être induites par certains métiers (ex :  saturnisme induit par la métallurgie du plomb et de l'argent, hydrargisme induit par la production et le travail du mercure...) ;  
De 2001 à 2016 (en 15 ans) en France, plus de 11 000 cas de cancer des bronches, Cancer des voies urinaires, du sein, du rein, du larynx, du sinus, du Côlon,  du rectum, de la peau (hors mélanome), du système nerveux central, hémopathies lymphoïdes matures, leucémies myéloïdes ont été diagnostiqués comme cancers professionnels. 

En 2018 l'Agence nationale de sécurité sanitaire de l'alimentation, de l'environnement et du travail (ANSES) a confirmé que les métiers du bâtiment, de la métallurgie et de la construction spécialisée sont parmi les plus touchés par les cancers dits « professionnels. Ceci est confirmé dans le cadre du Plan Cancer (2014-2019) par le réseau national de vigilance et de prévention des pathologies professionnelles (Rnv3p), via une étude présentée au 35e congrès de médecine et santé (5 juin 2018, à Marseille) : En France pour ces cancers déclarés au début du XXIe siècle l'amiante est incriminé dans 42% des cas, loin devant les hydrocarbures aromatiques polycycliques (HAP, incriminés dans 6,5 % des cas"). 
La construction spécialisés est la plus concernée (16,2 %), loin devant de métallurgie (6,1 %) et le commerce et la réparation d'automobiles et de motocycles (5,2 %). Les métiers les plus vulnérables sont les ouvriers qualifiés de la métallurgie, de la construction mécanique et assimilés (22,9 %), du bâtiment et assimilés (22,1 %) et moindrement les conducteurs de machines et conducteurs d'installations fixes (7,3 %).
Le Pr Gérard Lasfargues (ANSES) fait remarquer que cette étude a aussi montré des expositions non-reconnues « comme à risque cancérogène dans les tableaux de maladies professionnelles » et que la « poly-exposition à des substances chimiques dans des concentrations beaucoup plus faibles rend le lien avec des maladies qui vont survenir dix ou vingt ans plus tard extrêmement difficiles ».
Alors que les pathologies liées au benzène ou le saturnisme ont "régressé" chez les professionnels (mais persistent dans certains segments de la population), pour la plupart des cancers nécessitent souvent une trentaine d’années pour être diagnostiqués ; d’autres types de métiers et de cancer pourraient apparaitre et dominer dans le futur.

## Agents cancérogènes professionnel en cause
On en distingue trois types :
1. agents chimiques (sous forme de gaz, d’aérosols, de fumées, de fibres, pâtes, de liquides, de solides...) ;
2. agents physiques (sous forme de rayonnements) ;
3. agents biologiques (certains virus).

S'y ajoutent des facteurs organisationnels comme le travail de nuit (qui perturbe le cycle hormonal de la mélatonine et est incriminé dans la survenue du cancer du sein).
De nombreux métiers exposent simultanément à plusieurs cancérogènes ou à plusieurs types de cancérogènes.

## Agents cancérogènes chimiques

### Généralités
En France Selon les statistiques de la CNAMTS la majorité des cancers professionnels déclarés et reconnus sont dus à des agents chimiques.
| Évolution du nombre reconnu de cancers professionnels en France |       |       |       |       |       |
|                                                                 | 2007  | 2008  | 2009  | 2010  | 2011  |
| Amiante                                                         | 1 479 | 1 533 | 1 567 | 1 473 | 1 533 |
| Hors amiante                                                    | 195   | 216   | 227   | 266   | 277   |
| Total                                                           | 1 674 | 1 649 | 1 794 | 1 739 | 1 810 |

| Évolution en pourcentage des cancers professionnels reconnus en France |      |      |      |      |      |
|                                                                        | 2007 | 2008 | 2009 | 2010 | 2011 |
| Amiante                                                                | 88 % | 87 % | 87 % | 85 % | 85 % |
| Hors amiante                                                           | 12 % | 13 % | 13 % | 15 % | 15 % |

Les deux tableaux ci-dessus présentent l'évolution, en nombre et en pourcentage, des cancers professionnels reconnus qui ont entraîné une première indemnisation en espèce par l’Assurance Maladie - Risques Professionnels, à la suite d'un premier arrêt de travail, de l’attribution d’un taux d’incapacité permanente ou du décès de la victime.
 En moyenne annuelle sur la période 2007-2011, 1 730 cancers reconnus d’origine professionnelle (hors système complémentaire) ont donné lieu à une 1re indemnisation en espèce.
En dehors des tableaux de MP amiante, les trois tableaux les plus représentés dans les cas de cancers d’origine professionnelle sont pour la période 2007-2011 :
1. le tableau de MP 47 lié aux poussières de bois :
Il s’agit essentiellement de cancers primitifs de l'ethmoïde et des sinus de la face, avec en moyenne annuelle sur la période 2007-2011, 70 cancers en 1re indemnisation ;
2. le tableau de MP 16 bis lié aux goudrons de houille, huiles de houille… :
Ce sont des tumeurs primitives de l’épithélium urinaire (vessie, voies excrétrices supérieures) dans 67 % des cas et des cancers broncho-pulmonaires primitifs dans 24 % des cas, les 9 % restants étant des épithéliomas primitifs de la peau et avec en moyenne annuelle sur la période 2007-2011, 46 cancers en 1re indemnisation ;
3. le tableau de MP 4 lié au benzène :
Ce sont des leucémies dans 62 % des cas et avec en moyenne annuelle sur la période 2007-2011, 41 cancers en première indemnisation.

Dans le cadre du système complémentaire, ont été reconnues comme cancers d’origine professionnelle avec une 1re indemnisation en espèce par l’AT/MP : 34 cas en 2007, 27 en 2008, 38 en 2009, 40 en 2010 et 41 en 2011.
Parmi les affections cancéreuses reconnues, les tumeurs malignes de la vessie et du larynx représentent chacune 15 cas. 
Viennent ensuite les tumeurs malignes du poumon, de la peau, les lymphomes non hodgkiniens et les myélomes. Chacune de ces affections représentent 3 cas. 
Il est à noter que les 15 tumeurs malignes du larynx reconnues avaient toutes pour agent causal les fibres d’amiante.

### Repérage

#### Substances et mélanges
Les agents chimiques cancérogènes peuvent être manipulés directement, auquel cas leur repérage peut être relativement aisé. En effet la règlementation européenne actuelle impose que soit clairement identifié tout agent cancérogène, utilisé sous forme de produit pur ou en mélange avec d’autres composés (exception faite de certaines catégories de produits, comme entre autres les déchets, les denrées alimentaires, les produits cosmétiques).

La réglementation actuelle en vigueur concernant la Classification, l’Étiquetage et l’Emballage des substances et des mélanges de substances (dite réglementation CLP pour Classification, Labelling and Packaging) classe les cancérogènes dans plusieurs catégories de risques :
- catégorie 1A : Cancérogènes avérés, dont le pouvoir cancérogène est prouvé sur la base de données humaines ;
- catégorie 1B : Cancérogènes soupçonnés, sur la base de données animales, que l’on estime transposables à l’homme ;
- catégorie 2 : Substances suspectées d’être cancérogènes, mais pour lesquelles les preuves sont présentement insuffisantes.

Cette réglementation permet, d’identifier des agents chimiques cancérogènes présents dans un produit par le simple examen de l’étiquette de celui-ci.
- Pour les cancérogènes de classe 1A ou 1B les étiquettes portent le pictogramme de danger SGH08, la mention d’avertissement « Danger » et la mention de danger H 350 « Peut provoquer le Cancer »
- Pour les cancérogènes de classe 2 les étiquettes doivent portent le pictogramme de danger SGH08, la mention d’avertissement « ATTENTION » et la mention de danger H 351 « Susceptible de provoquer le cancer »[14].

Dans le cas des mélanges de substances, il est possible de trouver jusqu’en juin 2015 des étiquettes correspondant à la réglementation antérieure répondant à la directive 65/748/CEE. Selon cette dernière, les substances cancérogènes sont classées en
- catégorie 1 : Substances que l’on sait être cancérogènes pour l’homme ;
- catégorie 2 : Substances devant être assimilées à des cancérogènes pour l’homme ;
- catégorie 3 : Substances préoccupantes, effets cancérogènes possibles, mais pour lesquelles les preuves sont insuffisantes.

Ici aussi, l’examen de l’étiquette d’un mélange permet d’identifier les agents chimiques cancérogènes présents dans ce mélange.
- Pour les cancérogènes de classe 1 ou 2 les étiquettes portent une tête de mort complétée par la phrase « Peut causer le cancer » ou la phrase « Peut causer le cancer par inhalation ».
- Pour les cancérogènes de classe 3 les étiquettes portent une croix de Saint-André et la phrase « Effet cancérogène suspecté – preuves insuffisantes ».

En complément des informations obtenues par l’étiquetage, il est aussi utile de consulter la classification proposée par l’International Agency for Research on Cancer (IARC) concernant les cancérogènes.

#### Composés néo-formés
Les cancérogènes présents sur les lieux de travail peuvent provenir de réactions chimiques indésirables entre des agents chimiques non cancérogènes. Dans ce cas on parle d’agents chimiques cancérogènes néo-formés. Leur repérage est souvent très difficile, et une connaissance approfondie des procédés de fabrication utilisées et des conditions environnementales est indispensable.
Comme exemples de cancérogènes néo-formés lors de procédés de fabrication, on peut citer : 
- l’apparition de composés cancérogènes par dégradation thermique de matières plastiques ;
- l’apparition de nitrosamines cancérogènes par présence simultanée d’amines secondaires volatiles et d’agent nitrosants, comme les oxydes d’azote en provenance de moteurs Diesel et certaines amines utilisées en fonderie ;
- l’apparition d’hydrocarbures aromatiques polycycliques (HAP) cancérogènes par dégradation thermique d’huiles minérales.

Il existe aussi des cancérogènes, les mycotoxines, qui se forment à partir de moisissures. Les risques liés à ces mycotoxines sont généralement traités avec les risques biologiques.

#### Procédés cancérogènes
Certains procédés ou travaux sont connus pour exposer les ouvriers à des risques de cancers accrus. La réglementation française en reconnait plusieurs :
- la fabrication d’auramine ;
- les travaux exposant aux hydrocarbures aromatiques polycycliques (HAP) présents dans la suie de houille, le goudron de houille, la poix de houille, la fumée ou les poussières de houille ;
- les travaux exposant aux poussières fumées et brouillards produits lors du grillage et de l’électro-raffinage des mattes de nickel ;
- le procédé à l’acide fort dans la fabrication de l’alcool isopropylique ;
- les travaux exposant aux poussières de bois inhalables ;
- les travaux exposant au formaldéhyde.

L’IARC en a proposé une liste beaucoup plus étendue.

### Prévention

#### Démarche générale
Lorsque le repérage des cancérogènes a été effectué, la démarche à adopter est la suivante :
Supprimer l’agent causal chaque fois que cela est possible.
Sinon, réduire l’exposition à cet agent au niveau le plus faible possible. Ce dernier cas nécessite d’évaluer cette exposition, et ensuite de la réduire. Dans le cas des composés chimiques, l’exposition peut se faire par voie respiratoire (gaz, poussières, aérosols), par voie cutanée (composés traversant la peau), ou par voie digestive. Les trois voies d’exposition doivent être prises en compte dans l’évaluation des risques. La réduction de l’exposition doit porter sur toutes les voies identifiées.
L’évaluation des expositions professionnelles aux composés chimiques et en particulier aux cancérogènes par voie atmosphérique fait l’objet de textes spécifiques.

#### Suppression d'un cancérogène chimique
Des actions de ce type sont possibles et ont été réalisées dans divers secteurs, comme la suppression du cadmium dans les opérations de brasage « fort » à l’argent ou la suppression du chromate de zinc dans les peintures anticorrosion.

#### Réduction de l'exposition au risque
Si la suppression de l’agent cancérogènes est impossible, la démarche à privilégier est celle qui a été évoquée plus haut :
Mettre en place des mesures de prévention collectives comme la ventilation au poste de travail.
Si ces mesures se révèlent insuffisantes ou de mise en œuvre irréalisable, employer des Équipements de Protection Individuelle (EPI) adaptés, type masques respiratoires, vêtements, gants et lunettes.

### Quelques agents chimiques

#### Poussières de bois
Les poussières de bois constituent la deuxième cause de cancers professionnels.
Historiquement, une association entre exposition aux poussières de bois et carcinome des cavités nasales a été signalée dès 1967 pour des ouvriers fabriquant des meubles en chêne et en hêtre, deux essences que l’on classe dans les bois durs. Depuis cette date d’autres études ont montré que pratiquement toutes les essences de bois étaient susceptibles de provoquer des cancers des fosses nasales, des sinus de la face et de l’ethmoïde. Ces cancers se déclarent très tardivement, parfois plus de quarante ans après le début de l’exposition.
Tous les salariés qui travaillent sur le bois sont concernés, que ce soit dans le secteur du bois, de la fabrication de meubles, le BTP…
De nombreux travaux sur le bois, comme le sciage, le rabotage, le perçage, le ponçage, etc. sont générateurs de poussières qui peuvent être inhalées par les opérateurs. Celles qui se déposent dans les voies respiratoires supérieures sont susceptibles à long terme de provoquer les cancers évoqués ci-dessus.
Seule une réduction significative de l’exposition aux poussières de bois peut diminuer le risque d’apparition de ces cancers.

#### Suies et goudrons de houille

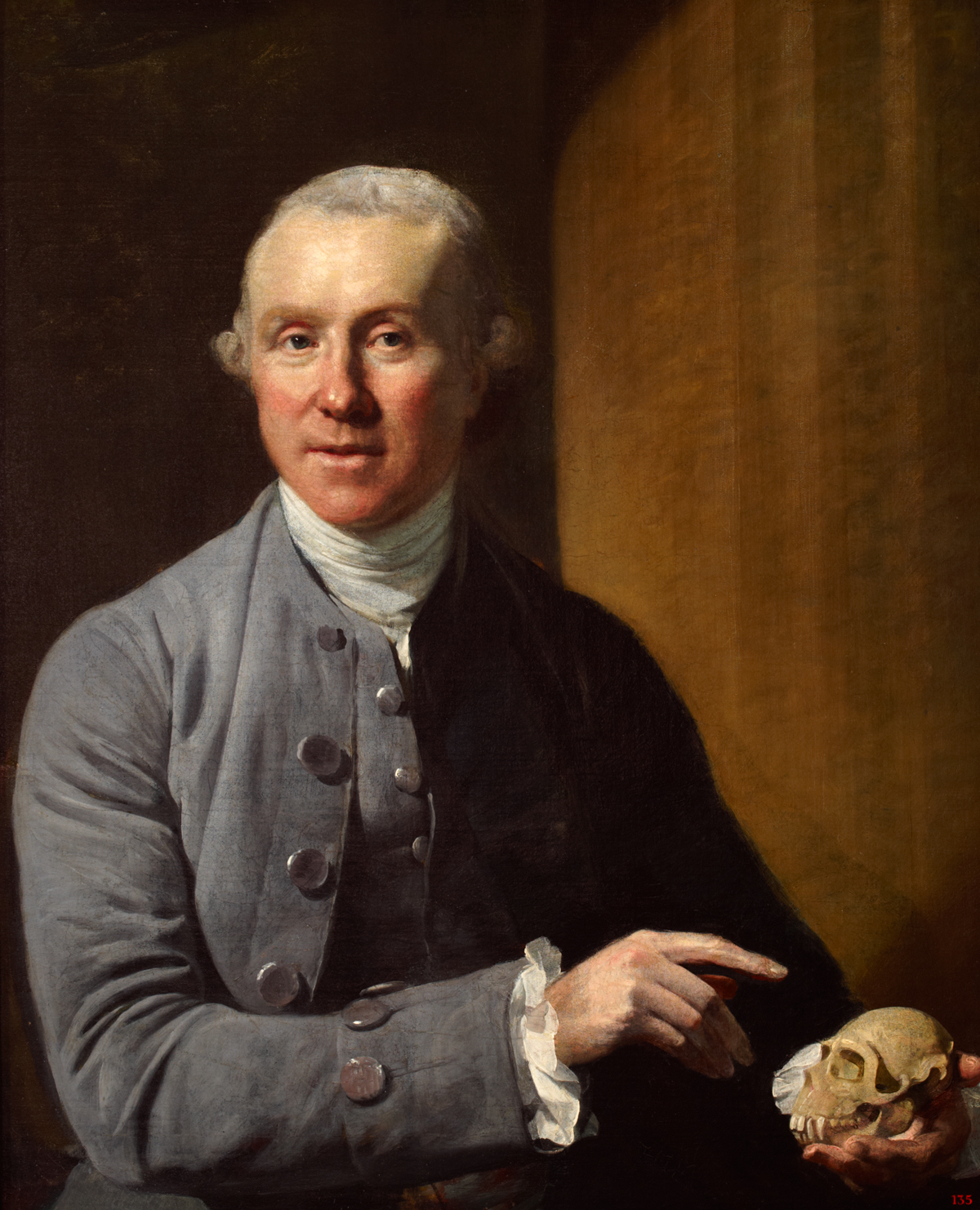
Sir Percivall Pott

La première cause de cancer formellement établie était un cancer professionnel. En 1775, Percivall Pott a prouvé que la suie était responsable du cancer du scrotum des petits ramoneurs de Londres et a mis en cause les conditions de travail très dures des enfants qui devaient se faufiler à travers d’étroits conduits de cheminées encore brûlant et avaient en permanence la peau imprégnée de résidus de combustion de houille grasse. Il explique la localisation des tumeurs par l’accumulation de particules fines de suie au niveau de la peau fine et plissée des bourses, facilitée par la sueur et incrimine aussi l’irritation par le frottement du pantalon et de la corde dont se servaient les ramoneurs pour descendre dans les cheminées. À cette époque les ramoneurs commençaient à travailler vers l’âge de 5 ans et le cancer apparaissait après la fin de leur activité professionnelle vers l’âge de 30 ans. Malgré cette étude le travail des petits ramoneurs n’a été réglementé qu’en 1840. Lorsque la loi interdit d’employer pour le ramonage des enfants de moins de 10 ans le cancer continua à se manifester, mais seulement vers la quarantaine, ce qui démontre de façon quasi expérimentale une durée de latence constante entre le début du contact avec l’agent cancérogène et l’apparition de la maladie.
Ces cancers des ramoneurs anglais ne se retrouvaient pas en France ni en Allemagne où la houille maigre laissait moins d’imbrûlés que la houille grasse anglaise. On a alors incriminé ces résidus, goudrons et brais, qui provoquaient également des cancers cutanés chez les ouvriers des cokeries et des usines à gaz (dont cancer de l’oreille chez les ouvriers qui portaient les sacs à l’épaule).
en 1915 la cancérogenèse chimique expérimentale nait avec les expériences de Yamagiwa et Ichikawa qui ont démontré que l’application de goudron (uniquement avec des variétés de goudron contenant de l’anthracène) induisait des tumeurs cutanées.
Il a été ensuite montré que certains dérivés de l’anthracène (non répertorié comme cancérogène) étaient impliqués, dont le benzo-apyrène dont le mécanisme d’action n’a été formellement identifié qu’en 1996.
En 1971 des études épidémiologiques montrent une hausse de la mortalité par cancer du poumon chez les individus exposés aux émissions des fours à coke , ou aux vapeurs de goudron en 1976 qui contiennent du benzo[a]pyrène, du chrysène, du benz[a]anthracène, du benzo[b]fluoranthène et du dibenz[a, h]anthracène. Comme on ne peut encore incriminer spécifiquement l’un ou l’autre de ces produits, ils sont à ce jour seulement classés "cancérogènes probables pour l’homme".
Ont ensuite été identifié d’autres cancérogènes, dont l’arsenic, le benzène, l’amiante, le cadmium, le chrome, le chlorure de vinyle... (une vingtaine en tout de cancérogènes certains et autant de cancérogènes probables). Cette identification facilite la prévention de ces cancers par la réglementation et/ou l’amélioration des pratiques d’hygiène industrielle. Pour la plupart, il s’agit de produits qui accroissent considérablement le risque relatif de certains types de cancers et donc faciles à identifier par des études épidémiologiques. Il est possible que d’autres cancérogènes professionnels n’aient pas été identifiés parce qu’ils ne provoquent qu’une faible augmentation du risque.

#### Chlorure de vinyle
Le chlorure de vinyle a été associé à des tumeurs du foie, du cerveau, du poumon et des organes hématopoïétiques dès 1970. Toutes les études traitent d’une exposition dans l’industrie par inhalation. 
Les trois premiers cas d’angiosarcome du foie qui est une tumeur très rare dans la population générale ont été signalés en 1974 chez des salariés exposés. Ces données ont été confirmées par des études plus récentes notamment une étude portant sur 5 946 travailleurs employés dans des usines de fabrication de chlorure de vinyle en Italie qui a montré un excès de mortalité par cancers du foie (angiosarcomes surtout et quelques hépatocarcinomes),.
En France une étude prospective sur 1 100 salariés exposés et 1 100 salariés a confirmé l’effet cancérogène du chlorure de vinyle (3 cas d’angiosarcome).
Deux autres études épidémiologiques portant sur les 25 dernières années aux États-Unis et en Europe ont également montré un excès d’angiosarcome du foie chez les travailleurs exposés,.
Deux méta-analyses réalisées aux États-Unis (37 usines) et en Europe (19 usines) ont démontré l’existence d’une relation dose-effet entre l’exposition au chlorure de vinyle et l’apparition d’angiosarcome,.
Pour les tumeurs du cerveau, des tissus hématopoïétiques, des bronches, les cancers digestifs et les mélanomes, on dispose de données insuffisantes pour conclure à la responsabilité du chlorure de vinyle.

#### Arsenic
Des études portant sur trois cohortes de travailleurs de fonderies présentent suffisamment d’informations concernant l’exposition à l’arsenic pour une estimation quantitative du risque de cancers respiratoires.
Dans la cohorte de 2 802 employés de la fonderie de Tacoma (la consommation en tabac de ces sujets n’est pas connue),, les rapports standardisés de mortalité (SMR) augmentent en même temps que l’exposition cumulée à l’arsenic. L’excès de mortalité est bien dû à l’arsenic et non à l’anhydride sulfureux auquel certains des travailleurs ont été également exposés. Les résultats les plus récents confirment un SMR de 316 pour les salariés exposés le plus fortement pendant au moins un an.
Chez les 8 044 travailleurs de la fonderie d’Anaconda, on retrouve en 1986 une augmentation similaire de la mortalité par cancer respiratoire attribuée à l’arsenic[source insuffisante]. Cependant la consommation de tabac et l’exposition des salariés à l’anhydride sulfureux ne sont pas bien documentées. Sur un total de 1 930 décès répertoriés, 446 sont dus à un cancer pulmonaire(SMR=155). Le risque augmente de façon linéaire avec la durée de l’emploi, à exposition identique.
Pour les 3 916 employés de l'usine métallurgique de Rönnskär, en Suède, il existe une augmentation de la mortalité en fonction de l’intensité de l’exposition mais pas de relation nette avec la durée de l’exposition, l'excès de mortalité dû au cancer du poumon n’est pas en relation avec l'exposition à l'anhydride sulfureux.
Ces trois études montrent une augmentation statistiquement significative du cancer du poumon pour des expositions à l’arsenic supérieure à 75 mg/m3/an. Le risque augmente avec la dose, mais plus rapidement avec les faibles expositions cumulées.
Les travailleurs des usines d’anti-parasitaires ont aussi été étudiés. Une étude de 1948 sur la mortalité des travailleurs d’une usine de bains parasiticides arsenicaux a montré que 23,9 % des décès étaient dus au cancer (cancers bronchiques et cancer de la peau) contre 12,9 % pour les salariés non exposés à l’arsenic de la même zone géographique.
Sur une cohorte de retraités d’une usine de produits anti-parasitaires arsenicaux de Baltimore, Mabuchi et al. (1979) constatent 12 décès par cancer du poumon contre 3,6 attendus(p< 0,05).
Des cancers de la peau associés à l’exposition à l’arsenic au cours de son usage médicinal, par ingestion d’eau contaminée ou au cours d’expositions professionnelles sont signalés depuis plus de 50 ans. Les cancers cutanés induits par l’arsenic sont habituellement de type histologique épidermoïde, et surviennent dans des zones non exposées, notamment les paumes de mains et les plantes des pieds.
Ces cancers peuvent être précédées de lésions cutanées chroniques d'hyperkératose des paumes de mains et de la plante des pieds considérées comme des lésions précancéreuses. Cette hyperkératose est souvent associées à des excroissances en forme de verrues ou boutons et à une alternance de zones d'hyper-pigmentation et hypo-pigmentation sur la face le cou et le dos. Le dépistage et le traitement des lésions à ce stade permet de prévenir le cancer cutané.
Un risque environnemental de cancer cutané par ingestion d’eau contaminé à l’arsenic a été signalée en 1995 dans une étude sur des villages de Taïwan.

#### Benzène
Le benzène, même à faible concentration est toxique pour les organes hématopoïétiques et provoque toute une série de troubles hématologiques allant d’une légère altération de la numération formule sanguine jusqu’à l’aplasie médullaire, une maladie rapidement mortelle,. On a observé des altérations de la numération formule sanguine chez des travailleurs exposées à des concentrations très faibles de 10 à 20 ppm (32 à 65 mg/m3). On a également observé une incidence accrue de la leucémie chez des groupes de travailleurs exposés à moins de 10 ppm (<32 mg/m2) pendant des périodes aussi courtes qu’un an.
Des études nombreuse et concordantes ont rapporté une augmentation du taux de cancer après exposition professionnelle au benzène. L’affection la plus fréquemment rapportée est la leucémie aiguë myéloïde mais on retrouve également une association significative avec tous les types de leucémies ainsi qu’avec d’autres affections du tissu hématopoïétique comme les lymphomes non hodgkiniens.
- La cohorte Pliofilm a donné lieu à plusieurs publications de 1977 à 1987[51]. Elle inclut 1 212 travailleurs et comprend 9 décès par leucémie. Cette étude a servi de base pour la mise au point de modèles de calcul du risque pour les faibles doses d’exposition, mais est critiquée pour l’évaluation de l’exposition qui ne prend pas en compte la voie percutanée, mais seulement la voie pulmonaire.
- L’étude Wong de 1987 a évalué la mortalité d’une cohorte de 7 676 travailleurs américains de l’industrie chimique exposés pendant au moins 6 mois au benzène entre 1946 et 1975. L’association entre l’exposition continue au benzène et la leucémie est fortement significative avec un risque relatif d’atteinte lymphopoïétique maligne de 3,2 et les auteurs ont réussi à établir une relation dose-effet pour les cancers hématopoïétiques et lymphatiques[52].
- L’étude Schnatter et al. en 1996 sur une cohorte de travailleurs employés à la distribution de carburants tend à montrer que pour de faibles doses d’exposition le risque de leucémie est davantage lié à la durée d’exposition qu’à son intensité ou à la dose cumulée. Cependant cette conclusion peut être biaisée par les faibles effectifs de l’étude[53].

Compte tenu des données disponibles la valeur seuil qui pourrait être retenue correspondrait à une valeur d’exposition inférieure à 1 ppm (3,2 mg m−3) pendant 40 ans (CE, 2000).

#### Cadmium
Différentes études ont montré une augmentation significative de la mortalité par cancer pulmonaire après des expositions professionnelles par inhalation, (IARC, 1993).
En milieu professionnel, plusieurs études de cohortes ont mis en évidence un lien entre l’exposition au cadmium et la survenue de cancers pulmonaire et prostatique malgré la taille souvent réduite des cohortes étudiées.
- En Angleterre les salariés de l’industrie des batteries au nickel-cadmium présentent un excès de cancer prostatique et pulmonaire attribué à une exposition à l’oxyde de cadmium (1983[56]).
- Une augmentation de l’incidence des cancers pulmonaires et prostatique est également rapportée en 1985 en Suède dans une autre cohorte de salariés employés à la fabrication des batteries nickel-cadmium[57].
- Dans l’industrie de l’alliage cuivre-cadmium on note en Angleterre (1989[58]) un excédent de cancer bronchique et en Suède (1979[59]).
- Une cohorte américaine de salariés d’une usine de fabrication d’oxyde de cadmium a été très étudiée. Là encore le lien entre les expositions au cadmium et la survenue de cancer pulmonaire et de cancer de la prostate est à nouveau rapporté (1997[60]).
- Une cohorte de salariés de l’industrie de la transformation du cadmium en Angleterre a également fait l’objet d’analyses. Un excès de mortalité par cancer pulmonaire a été identifiée chez les hommes exposés pour une durée comprise entre 20 et 29 ans (1988[61]).

#### Chrome hexavalent
Le pouvoir cancérogène du chrome est lié à l'utilisation de cet élément sous sa forme hexavalente (chromates, bichromates, acide chromique). Les données les plus récentes tendraient à prouver que les effets cancérigènes des dérivés hexavalents du chrome sont liés à la solubilité de ces composés en milieu aqueux. Ce serait donc les ions Cr(VI) en solution aqueuse qui induiraient les effets cancérigènes (CE, 2001).
- De nombreuses études épidémiologiques réalisées dans différents pays d’Europe, au Japon, ou aux États-Unis sur des salariés employés à la production des chromates (1997[63])ont largement mis en évidence un excès de risque pour le cancer du poumon (SMR ajusté de 197). Il en est de même dans la production de pigments à base de chrome. Une augmentation significative des effets est observée pour des durées d’exposition allant de 10 à 19 ans, mais aucune relation dose-effet n’a pu être établie (Soharan et al. 1987[64]).
- Une augmentation de 30 à 40 % de l’incidence des cancers pulmonaires chez les soudeurs est corrélée avec une exposition au chrome hexavalent. En général, on considère que les chromates hydrosolubles (chromate de sodium et de potassium, dichromates) ont un potentiel cancérigène plus important que les chromates moins hydrosolubles à l’exception des chromates de zinc et de calcium.
- Les opérations de chromage électrolytique réalisées au moyen du trioxyde de chrome sont également considérées comme exposant à un risque cancérogène. Dans ce cas, il ne s’agit pas d’une exposition à des particules de chrome mais à des solutions aqueuses acides et le risque d'exposition est moindre que celui décrit pour les salariés exposés aux chromates de calcium et de zinc (Lauwerys, 1999[65]).
- Il n’existe pas d’étude cherchant à identifier un excès de risque de cancer lors de l’exposition au chrome métal seul (IARC, 1990[66]).

#### Butadiène
Il semble établi qu’il existe un lien entre la survenue de leucémies et les expositions au 1,3-butadiène.L’examen actualisé d’études antérieures concernant plus de 15 000 salariés de l’industrie du caoutchouc synthétique met en évidence un excès de 40 % de leucémies et permet d’estimer une relation dose–effet (1996), mais la mortalité par leucémie dans l’industrie du butadiène monomère n’est pas augmentée. Il est donc difficile de conclure à une relation de cause à effet entre l’exposition au 1,3-butadiène et la survenue de leucémies en s’appuyant sur les données d’une seule étude, même si celle-ci est de bonne qualité.
Ces discordances ont conduit à des discordances d’appréciation entre les différents organismes chargés d’apprécier les données pour classer les substances suspectes d’être cancérogènes :
- le Centre International de Recherche sur le Cancer a considéré qu’elles constituaient des

preuves limitées (IARC, 1999) ;
- le NTP a considéré ces données comme suffisantes pour classer le 1,3-butadiène comme cancérogène certains pour l’homme (NTP, 1997[69]).

#### Formaldéhyde
Les populations étudiées sont les professionnels utilisant le formaldéhyde pour la préservation des tissus biologiques (embaumeurs, anatomopathologistes) et les travailleurs de l’industrie intervenant dans la production ou l’utilisation du formol (industrie chimique, fabrication de fibres textiles synthétiques, industrie des résines et du bois, notamment fabrication de panneaux de particules).
Plus de 20 études de cohorte ont concerné des travailleurs exposés au formaldéhyde.
Les trois principales cohortes de travailleurs de l’industrie sont : 
- la cohorte du National Cancer Institute des États-Unis (NCI) qui concerne les travailleurs de 10 usines produisant ou utilisant du formaldéhyde ;
- la cohorte du National Institute for Occupational Safety and Health (NIOSH) des États-Unis, qui porte sur des travailleurs du textile exposés au formaldéhyde ;
- la cohorte des travailleurs britanniques de l’industrie chimique.

Ces trois cohortes ont fait l’objet d’analyses successives, et seuls les résultats des publications les plus récentes sont pris en compte.
Une étude américaine (mortalité proportionnelle) a porté sur plus de 4 000 décès survenus chez des embaumeurs ou entrepreneurs de pompes funèbres.
Plusieurs études cas-témoins ont également étudié la relation entre formaldéhyde et différents sites de cancer, en particulier les cancers du nasopharynx et des cavités nasosinusiennes. Pour ces cancers rares, les études cas-témoins ont l’avantage d’avoir une
puissance statistique supérieure à celle des études de cohorte, dans lesquelles le nombre de cas observés et attendus est souvent trop faible pour aboutir à une conclusion ferme.
- Cancers du nasopharynx
Deux méta-analyses de Blair et al. (1990[71]) et Partanen (1993[72]) qui reprennent les données de plusieurs études épidémiologiques antérieures (études cas-témoins), arrivent à la conclusion que l’on peut attribuer un rôle causal hautement probable au formaldéhyde pour le cancer du nasopharynx, et dans une moindre mesure celui des cavités nasales, en raison d’une relation dose-effet et en raison d’une action locale directe du formaldéhyde sur les voies aériennes supérieures.
Collins et al. (1997[73]), ont remis en cause cette conclusion, en indiquant que seule une minorité des études mentionnait l’apparition de cancer du nasopharynx.
L’observation d’un excès de décès et d’une relation exposition effet dans l’étude de la cohorte la plus importante, celle du NCI est un argument très fort en faveur de l’effet cancérogène du formaldéhyde, d’autant que ces résultats sont confirmés par plusieurs études cas-témoins. L'ensemble des résultats épidémiologiques permet donc de conclure à l’existence d’une association causale entre exposition au formaldéhyde et cancer du nasopharynx.

- Cancers naso-sinusiens
Les données de 12 études cas-témoins sur ces cancers, réalisées dans 7 pays (Pays-Bas, France, Suède, Italie, Allemagne, États-Unis, Chine) ont été réunies pour une analyse combinée sur les expositions professionnelles[74]. L’analyse porte au total sur 930 cas (dont 432 carcinomes épidermoïdes et 195 adénocarcinomes) et 3 136 témoins. Les expositions professionnelles ont ensuite été évaluées à l’aide d’une matrice emplois-expositions spécifique, concernant notamment différentes substances pouvant être en cause : formaldéhyde, poussières de bois, amiante. Après ajustement sur l'exposition aux poussières de bois, des risques significativement élevés d'adénocarcinome sont observés chez les salariés exposés au formaldéhyde, mais pour les carcinomes épidermoïdes la relation statistique est moins bien établie.
En revanche, aucun excès de cancer naso-sinusien n’est observé dans les trois principales cohortes de travailleurs de l’industrie (5 cas observés au total contre 5 attendus) ni dans les cohortes d’embaumeurs ou d’anatomopathologistes qui rapportent des résultats sur cette localisation de cancer (aucun cas observé contre 3,5 cas attendus).
L’ensemble des études cas-témoins suggèrent donc l’existence d’une association entre formaldéhyde et cancer naso-sinusien, alors que les études de cohorte montrent des résultats globalement négatifs. Les études de cohorte manquent néanmoins de puissance par rapport aux enquêtes cas-témoins pour mettre en évidence un excès de tumeurs pour un cancer aussi rare. Cependant presque tous les cas ont été également exposés au bois et l'exposition aux poussières de bois est associée à une très forte augmentation du risque d'adénocarcinome, et il est difficile d'évaluer un effet propre du formaldéhyde sur ce type de cancer, un effet de confusion résiduel dû aux poussières de bois ne pouvant être totalement exclu.
En raison de la discordance entre les résultats des études de cohorte et des études cas-témoins, et de l’impossibilité d’exclure l’existence d’un biais de confusion lié à l’exposition aux poussières de bois, il n’est pas possible de conclure à une association causale entre exposition au formaldéhyde et cancer naso-sinusien.
En janvier 2011, la Société française de médecine du travail[75] a émis des recommandations pour la surveillance médico-professionnelle des travailleurs exposés à l’effet cancérigène des poussières de bois élaborées selon les procédures et les règles méthodologiques préconisées par la Haute Autorité de santé et l’Institut national du cancer.

- Leucémies
Des excès de décès par leucémie, principalement par leucémie myéloïde, ont été observés dans la plupart des cohortes d’embaumeurs, travailleurs de services funéraires ou anatomopathologistes[70], et dans la cohorte du textile[76].
Mais aucun excès n’est relevé dans les cohortes de la NCI et la cohorte britannique.
En conclusion, malgré les résultats positifs de certaines études épidémiologiques une relation causale entre exposition au formaldéhyde et leucémie n’est pas établie avec certitude.

## Agents cancérogènes physiques

### Généralités
Les agents physiques susceptibles de provoquer des cancers sont les rayonnements, que l’on classe en rayonnement ionisants et rayonnements non ionisants (RNI), ces derniers comprenant les champs électromagnétiques et les rayonnements optiques.

#### Rayonnements ionisants
Ils sont considérés comme des cancérogènes sans seuil, c'est-à-dire qu’il n’existe pas de dose au-dessous de laquelle ils seraient sans effet. Ils font l’objet des tableaux de maladies professionnelles no 6 du régime général et no 20 du régime agricole, qui prennent en charge les leucémies, les cancers broncho-pulmonaires primitifs et les sarcomes osseux.
L’exposition aux rayonnements ionisants peut se faire par voie externe, la source radioactive étant éloignée de l’organisme. Il s’agit surtout des rayonnements gamma, des rayons X et des rayonnements neutroniques.
L’exposition peut aussi être due à une contamination externe (dépôt de particules radioactives sur la peau) ou interne (particules radioactives ayant pénétré dans l’organisme par voie respiratoire, digestive, oculaire ou percutanée).

#### Rayonnements optiques
Leur action cancérogène est due principalement à la fraction du spectre correspondant aux ultra-violets. Ceux-ci sont associés à une augmentation de l’incidence des mélanomes, non seulement de la peau, mais aussi des yeux.
Ils peuvent provenir du rayonnement solaire, ou de sources artificielles.
Les mélanomes induits par les rayonnements ultraviolets ne sont pas pris en charge au titre d’un tableau de maladie professionnelle.

#### Champs électro-magnétiques
Leur caractère cancérogène est controversé. Néanmoins le Centre International de Recherches sur le Cancer a classé les rayonnements électromagnétiques d’extrêmement basse fréquence dans la catégorie 2B (cancérogènes possibles pour l’homme). Diverses études ont en effet montré un risque accru de leucémies pour des enfants habitant à proximité de lignes électriques à haute-tension (donc basse fréquence).

### Repérage

#### Rayonnements ionisants
Les expositions professionnelles aux radiations ionisantes peuvent provenir de rayonnements naturels ou artificiels.

##### Expositions aux rayonnements naturels
Les expositions externes naturelles proviennent :
- des rayonnements cosmiques, surtout sensibles en altitude et aux pôles. Cette exposition concerne en particulier le personnel volant des compagnies aériennes ;
- des rayonnements telluriques (présence d’uranium, donc de radon, et de thorium dans les sols). Peuvent ainsi être exposés les travailleurs des mines souterraines.
Les expositions internes naturelles proviennent de radio-éléments présents dans le sol et se retrouvant dans les aliments et l’eau potable.

##### Expositions aux rayonnements artificiels
Ces expositions proviennent sources radioactives présentes dans l’industrie nucléaire, mais aussi dans le milieu médical et dans l’industrie. On peut distinguer trois types de sources :
- les sources scellées (qui ne devraient pas donner lieu à des expositions, tout du moins en marche normale) ;
- Les sources non scellées, dont la dissémination est souvent à craindre ;
- les générateurs de rayonnements ionisants (rayons X et accélérateurs de particules), qui n’émettent que lors de leur fonctionnement.

Le repérage des expositions aux rayonnements artificiels est normalement facilité par la délimitation et la signalisation obligatoires des zones des zones à risque.

#### Rayonnements optiques

##### Exposition au rayonnement solaire
Elle concerne les nombreuses professions s’exerçant en plein air : agriculteurs, jardiniers, travailleurs du bâtiment de des travaux publics, pêcheurs, personnes travaillant dans les stations balnéaires ou professionnels des sports d’hiver.

##### Exposition aux rayonnements optiques artificiels (ROA)
De multiples professions exposent aux ROA, néanmoins dans la plupart des cas il ne s’agit que de risques minimes d’exposition (tubes fluorescents, spots halogènes, moniteurs LCD). Il convient donc de s’intéresser prioritairement aux situations à risque, souvent insoupçonnées et rencontrées en milieu industriel ou médical. Ces situations à risque peuvent être objectivées par des mesures de rayonnement, qui sont ensuite comparées à des Valeurs Limites d’Exposition (VLE), selon les modalités prévues réglementairement (décret 2010-750 du 2 juillet 2010). Elles ont été repérées dans les secteurs et pour les dispositifs ou travaux suivants :
- médical et cosmétique : lits de bronzage, lampes à bronzer, photothérapie ;
- métallurgie : soudage à l’arc, oxycoupage, gougeage arc-air, découpe plasma, fusion de métal, contrôles magnétoscopiques ;
- verreries et cristalleries : fusion du verre, rebrûlage au chalumeau ;
- imprimeries, sérigraphie : séchage des encres U-V ;
- réseaux électrique et ferroviaire : travaux sur lignes électriques ou caténaires ;
- industrie du spectacle : appareils d’éclairage scénique, effets spéciaux ;
- industrie alimentaire et grande distribution : désinfection, désinsectisation par lampes, éclairage spéciaux (lampes aux halogénures métalliques, à vapeur de sodium, à mercure haute pression).

#### Champs électromagnétiques
De nombreux appareils sont susceptibles de produire des rayonnements électromagnétiques, mais ceux qui émettent dans les fréquences extrêmement basses sont en nombre limité. Il s’agit principalement des fours industriels à induction

### Prévention

#### Rayonnements ionisants
De nombreux textes et dispositions visent à protéger les personnes des rayonnements ionisants.Ils émanent entre autres de la Commission Internationale de Protection Radiologique (CIPR), qui a édicté trois principes à la base de la protection contre les rayonnements ionisants :
- justification de l’emploi de rayonnements ionisants (bénéfice attendu par rapport au risque pris) :
- maintien des expositions au niveau le plus bas possible (principe dit ALARA – as low as reasonably achievable);
- respect a minima des valeurs limites d’exposition.
En pratique, il est nécessaire de mettre en place en priorité des mesures de protection collective (confinement des matières radioactives, assainissement des lieux de travail, limitation de la durée d’exposition). Ensuite seulement prendre des mesures de protection individuelle visant à limiter l’exposition interne (masque respiratoire, gants) ou externe (tabliers de plomb, cache-thyroïde).

#### Rayonnements optiques

##### Exposition au rayonnement solaire
La prévention passe par la limitation de la durée et l’intensité de l’exposition au soleil (port de lunettes solaires, utilisation de crèmes solaires et de vêtements enveloppants).

##### Exposition aux rayonnements optiques artificiels
Les principes présentés pour le risque chimique sont applicables : procéder si cela est possible à la suppression de la source de rayonnement. En cas d’impossibilité, mettre en œuvre d’autres mesures, entre autres :
- limiter la durée et l’intensité des expositions ;
- choisir des équipements de travail réduisant l’exposition aux rayonnements ;
- aménager les postes de travail en réduisant les émissions et les réflexions des rayonnements.

#### Champs électromagnétiques
La réduction de l’exposition aux champs électromagnétiques passe par une diminution de l’intensité des champs émis, ce qui nécessite généralement des modifications d’appareillages, à entreprendre avec les constructeurs des machines concernées.

## Agents cancérogènes biologiques

### Généralités
Certaines infections peuvent être contractées à l’occasion de travaux professionnels et donner lieu à des complications sous forme de cancers. Il s’agit principalement des hépatites B et C.
On classe aussi dans les risques biologiques les expositions aux composés de type mycotoxine.

### Repérage
Pour les risques liés à des virus (hépatite B), les principaux secteurs concernés sont ceux exposant aux produits biologiques d'origine humaine et aux objets contaminés par eux. Il s'agit entre autres :
- des hôpitaux, des établissements de soins, des services d'urgence

- des laboratoires d'analyses médicales

- des services de secours et de sécurité (pompiers, secouristes, policiers, personnel pénitentiaire)

- des centres de transfusions sanguines
- des services de ramassage et de traitement des déchets médicaux, des usines d'incinération d'ordures ménagères

- des services de soins funéraires et des morgues.

Pour les risques liés aux mycotoxines, les professions concernées sont principalement celles de l’agro-alimentaire pouvant être en contact avec des moisissures .